# Boké
Boké   este un oraș  în  partea de vest a Guineei. Este reședința regiunii Boké și a prefecturii omonime.